# لاتيا (شلال ودشتغل)
لاتيا (بالفارسية: لاتیا) هي منطقة سكنية تقع في إيران في قسم شلال ودشتغل الريفي. يقدر عدد سكانها بـ 23 نسمة .